# 戀戀阿里山
《戀戀阿里山》是中天電視首部自製電視劇，由黃少祺、曾愷玹、天心、梁正群、范筱梵等人主演。全劇大部分於阿里山各個地方取景。2010年5月起進行為期一年的拍攝作業。此劇獲行政院新聞局補助。

## 故事大綱
這是一個發生在阿里山、而改變各個人們的故事！1949年，失序的年代，國共內戰爆發，一個來臺取景的劇組因該年的戰事蔓延成為劇組分裂的交界點，各人家鄉回不去，李照堂三人及劇組人員在逼不得已的情況下自力生存、等待能回家的那一刻。最終，戲是拍完了，留下來的人們卻隨著戰事的延宕回不去了，漫長的流離歲月自此開始………
他們選擇在阿里山落地生根，組成三個歷經時代動盪的家庭。夢裡的家鄉回不去，繚繞的記憶揮不開，三個青年如今白髮滿頭卻發現昔日夢土已成滄海。同時與不同的人們相遇、離開，走過友情、愛情與親情。
透過劇中情境，讓我們跨越光陰的門檻、重拾往昔的美好。聽劇中角色娓娓道出他們的人生，一起咀嚼世間的友情、愛情與親情，提醒我們拋掉省籍符號的外衣，直探人心的溫暖與愛。
第21集起，故事轉向1970年。

## 演員陣容

### 主要角色
| 演員   | 角色   | 介紹 |
| 黃少祺 | 李照堂 | 電影《阿里山之戀》導演，出身山東臨清，因拍電影的需要，前赴台灣，後來因為內戰關係，回家鄉不成，只好把攝影器材押當。加上兩岸關係斷絕，還在奮起湖車站徵一份工作經歷了娜塢和玫瑰的分離，在吳起剛通知自己得知家雲已經因生活環境的改變改嫁了，因自己和家雲婚姻關係的改變，加上當時的政治現實，他沒辦法返回大陸，但又不想回台灣，只好赴香港發展。十年後，他成功在外地發展電影事業。                                                                         |
| 曾愷玹 | 曾家雲 | 李照堂之妻，為了見到李照堂一面，想盡辦法用渡台的方法，前往其所在地，即使資金被偷，還是靠著毅力長途跋涉回家，考進中國青年文藝工作大隊，兩人日久生情，在趙媽和小望推動下成婚。接著被吳起剛升職，劇團去澳門演出，製造了一個曾家雲和李照堂相遇的一個機會。她見到到照堂的時候，心情驚訝和不知所惜，她非常的失望因離開時，只能對照堂依依不捨。 |
| 曾寶儀 | 金喜   | 出身北平，金喜服裝店店長，來台從事服裝裁縫生意。後來她因站長的介紹下認識了李照堂，還收養了巴蘇亞，和李照堂日久生情。十年之間，她一直在打理服裝店和照顧巴蘇亞，等待李照堂回來。 |
| 梁正群 | 趙啟明 | 電影《阿里山之戀》燈光師，出身江蘇嘉善湖，個性暴躁，因美英上了性關係入贅到里長伯家，心中有憤慨，但依舊對丁萍念念不忘。之後他不惜拋妻棄女，割蓆兄弟情，也要和丁萍一起在台北生活。後來他在片場中發生意外，引致左腳骨折，不良於行。之後他在報紙上得知丁萍自殺死亡，跳河自殺，但大難不死。十年後，因為他殘疾的關係，一直沒辦法找到工作，所以只好一直流浪生活。他心中惦記著美英和秋美母女倆，回到阿里山流浪。他在無意間遇到了秋美，還有伯健等人再度相遇。 |
| 天心   | 丁萍   | 出身浙江浦東，為了成為最閃亮的女演員，離開阿里山赴往台北發展，「要是誰對我好，我會加倍地對他好，可是要是誰欺負我的話，我也會加倍地討回來，絕不手軟」，在演藝圈與其他女演員當作是對手，絕不服輸，成為獨一無二的自己，達到事業的最高峰時，「肉彈女星」的風騷不斷，裸照亦風波不斷，使她打算拒絕不演色淫電影的念頭，結果裸照傳播和啟明的拒絕而嗑藥自殺。                                                                                                 |

### 其他角色
- 吳定謙 飾 崔伯健
- 范筱梵 飾 陳愛蓮
- 李佳豫 飾 楊美英
- 屈中恆 飾 李　磊
- 王　琄 飾 玫　瑰
- 林文鈞 飾 站　長
- 梁赫群 飾 祝導演
- 陳玉玫 飾 梅　姐
- 高蕾雅 飾 娜　塢
- 朱陸豪 飾 柳　白
- 張富貴 飾 阿　財
- 蔡振南 飾 里長伯
- 楊昀儒 飾 幼年楊秋美
- 亞　里 飾 楊秋美
- 李映萱 飾 幼年陳素玉
- 胡曉芳 飾 少年陳素玉
- 連靜雯 飾 陳素玉
- 江宏恩 飾 吳起剛

### 特別客串
- 葉全真 飾 陳　雪
- 澎恰恰 飾 王老闆
- 卜學亮 飾 老　沈
- 羅時豐 飾 阿　德
- 蔡阿炮 飾 老　闆

## 主題曲

### 主題曲
- 片頭曲：〈沒有你怎麼辦〉
作詞：嚴爵，作曲：嚴爵，主唱：嚴爵
- 片尾曲：〈沒有旋律配的上你〉
作詞：嚴爵、黃婷，作曲：嚴爵，主唱：嚴爵]]、劉若英

### 插曲
- 〈高山青〉音樂
作曲：周藍萍及鄧禹平
- 〈小白菜〉
作曲：佚名；作詞：佚名

## 拍攝場景
- 嘉義縣阿里山鄉
  - 阿里山鐵路
  - 阿里山旅社
  - 奮起湖車站
- 白河台灣電影文化城
- 寶宮戲院（取自嘉義縣朴子市榮昌戲院）
- 上海
- 山東

## 週邊商品
- 原著小說《戀戀阿里山》侯紀瑄（侯紀萍）著／人類智庫出版

## 製作團隊
- 總監製：蔣惠筠、趙大同
- 監　製：張臻䔶
- 製作人：梁修身
- 編　劇：黃雨佳、蔡孟芳
- 導　演：梁修身
- 編　審：羅雅安
- 行銷宣傳：羅淑娟、廖淑華、盧芳盈、陳盈螢
- 行　政：梁修齊
- 統　籌：羅崇文
- 副導演：張家政、許珮珊
- 場　記：黃婷芝
- 執行製作：陳正恭
- 製作組：郭鈺麒、張俊雄
- 場務組：羅兆德、洪聖明
- 梳妝師：詹韓理
- 化妝師：張瓊文
- 服　裝：張國棟、林美杏
- 美術指導：洪忠、張宇翱、嚴興國
- 道具組：林信良、李安弘
- 攝影指導：魏思傑、陳宗志
- 攝影組：蔡宗哲、韓濉得、李威霆
- 燈光指導：陳揚龍、陳彥旭、牛雲龍
- 燈光組：邵元偉、彭聖昌、王致詠、黃昶清
- 剪輯師：翁韻如
- 剪輯助理：郭玳茭
- HD套片：楊儉業、張家棟
- 2D特效：陳曜屯、殷為旭
- HD調光：楊儉業、張家棟
- 側拍劇照：蕭啟仁
- 後製協調：吳睿穎
- 剪輯後製：林志昇
- 片頭題字：李湘
- 網頁設計：中天新媒體事業處
- 視覺設計：賴志宏、中天視覺創意中心
- 音　樂：陳明章音樂工作室
- 音　效：余政憲
- 成　音：瑞音樂有限公司
- 協力編曲：余政憲、蔡旻樺、郭孟玫、林明萱
- 後製錄音：李明哲、郭宥婷
- 混　音：吳知穎
- 場務器材：永笙租賃有限公司
- 攝影器材後期製作：大川大立數位影音股份有限公司

## 獎項紀錄
| 年份   | 獲提名 | 獎項                     | 結果 |
| ------ | ------ | ------------------------ | ---- |
| 2011年 | 屈中恆 | 第46屆金鐘獎最佳男配角獎 | 提名 |

## 外部連結
- 戀戀阿里山的Facebook專頁 （繁體中文）

## 電視節目的變遷
| 中天娛樂台 每週一至週四 20:00 - 21:00 | 中天娛樂台 每週一至週四 20:00 - 21:00      | 中天娛樂台 每週一至週四 20:00 - 21:00 |
| ------------------------------------- | ------------------------------------------ | ------------------------------------- |
|                                       | 戀戀阿里山 （2011.04.27 - 2011.06.16）     |                                       |
| 蝸居 （2011.03.01 - 2011.04.26）      | 我的媽媽是爸爸 （2011.06.20 - 2011.08.25） |                                       |

| 公視HD台 每週一至週五 19:00 - 20:00 | 公視HD台 每週一至週五 19:00 - 20:00    | 公視HD台 每週一至週五 19:00 - 20:00 |
| ----------------------------------- | -------------------------------------- | ----------------------------------- |
|                                     | 戀戀阿里山 （2011.10.03 - 2011.10.31） |                                     |
| 台灣心動線                          | 飛行少年 （2011.11.01 - 2011.12.12）   |                                     |

| 愛爾達綜合台 星期一至星期五 20:00～22:00（二集聯播） | 愛爾達綜合台 星期一至星期五 20:00～22:00（二集聯播） | 愛爾達綜合台 星期一至星期五 20:00～22:00（二集聯播） |
| ---------------------------------------------------- | ---------------------------------------------------- | ---------------------------------------------------- |
|                                                      | 戀戀阿里山 （2011.11.29 - 2011.12.19）               |                                                      |
| 包青天之碧血丹心 （2011.11.01 - 2011.11.28）         | 經緯天地 （2011.12.20 - 2012.）                      |                                                      |

| 香港 now海潤台 星期五至日 22:30 - 23:30 | 香港 now海潤台 星期五至日 22:30 - 23:30 | 香港 now海潤台 星期五至日 22:30 - 23:30 |
| --------------------------------------- | --------------------------------------- | --------------------------------------- |
|                                         | 戀戀阿里山 （2015.07.31 - 2015.10.04）  |                                         |
| 待查 （ - 2015.07.26）                  | 呼叫大明星 （2015.10.09 - 2015.11.29）  |                                         |